# 秩父市立病院
秩父市立病院（ちちぶしりつびょういん）は、埼玉県秩父市にある医療機関。秩父市病院事業の設置等に関する条例（平成17年4月1日条例第254号）により秩父市が設置運営する公立の病院である。病院の理念は「安心、安全、満足を地域住民の皆さんに」。

## 現状
埼玉県の秩父保健医療圏における数少ない病院の一つであり、特に小児救急を含む小児医療については、秩父郡市医師会と協力し、秩父医療圏の小児初期救急医療を維持することとされている。
秩父市、小鹿野町、皆野町、横瀬町、長瀞町では「ちちぶ医療協議会」を結成しており、本病院は秩父地域の中核となる病院の一つとなっている。
ただし、埼玉県内では交通の不便な場所に位置するため、重篤患者を扱う第三次救急については日高市の埼玉医科大学国際医療センター（2007年4月開設。同センターの開設前は深谷市の深谷赤十字病院）に搬送され、心疾患の重症患者については熊谷市の埼玉県立循環器・呼吸器病センターに搬送されるなど、患者にとっては地理的な面から不便を強いられているのが現状である。
また、医師不足により、小鹿野町の国民健康保険町立小鹿野中央病院が救急輪番病院から離脱し、その分を秩父市立病院が引き受けることになったため、病院側も特に救急医療の維持に全力を挙げており、公式サイトにおける2010年4月1日の病院長のあいさつは、その全体が救急医療の維持への協力を呼びかけるものである。

## 奨学金制度
秩父市の医師不足の解消をねらいとする、秩父市立病院等の医師を目指す医学生等に対する奨学金の貸付けに関する条例（平成19年09月25日条例第29号）による奨学金制度がある。この奨学金は従来の自治体の奨学金に比べて金額・期間のいずれもが条件のよいものとなっている。
貸付を受けるに当たっては、将来市立病院及び秩父市大滝国民健康保険診療所の医師業務に従事しようとする者であること、保護者が秩父市在住であることなどの条件が定められ（条例第3条第2項）、奨学生は、毎年の夏期休暇に市立病院及び診療所で研修を受講し、市長に論文を提出することが義務づけられている（同10条）。この奨学金は、市立病院及び診療所で勤務した期間が貸与期間の2倍に達したとき（例えば6年間貸付を受けていた場合は12年の勤務によって）、および公務により死亡もしくは勤務が困難になったときは償還が免除される（同12条）。
ただし、上記のように返済条件が厳しい上、研修についての志向の問題などもあり、効果については疑問視もされている。

## 診療科・診療部門
- 内科
- 循環器内科
- 消化器内科
- 外科
- 整形外科
- 泌尿器科
- 脳神経外科
- 小児科
- 麻酔科
- 放射線科
- 臨床検査科
- 臨床工学科
- リハビリテーション科
- 薬剤科
- 栄養科
- 看護部

## 医療機関の指定等
- 保険医療機関
- 救急告示医療機関
- 労災保険指定医療機関
- 指定自立支援医療機関（更生医療）
- 身体障害者福祉法指定医の配置されている医療機関
- 生活保護法指定医療機関
- 結核指定医療機関
- 戦傷病者特別援護法指定医療機関
- 原子爆弾被爆者一般疾病医療取扱医療機関

## 院内施設等
- 売店「Green Leaves Mall」（本館1階待合室）
- 院内保育室「なかよしキッズルーム」（南館1階）
- 会計窓口でクレジットカードの使用が可能。

## 関連施設
秩父市病院事業の設置等に関する条例（平成17年4月1日条例第254号）により、以下の診療所が設置されている。
- 秩父市浦山出張診療所（秩父市浦山1546番地）[注釈 3]

また、秩父市の国民健康保険事業の一環として、秩父市大滝国民健康保険診療所条例（平成17年4月1日　条例第175号）により、以下の診療所が設置されている。
- 秩父市大滝国民健康保険診療所（秩父市大滝925番地）[注釈 4]

## 近隣の施設
- 秩父鉄道秩父駅
- 埼玉県秩父保健所

- さいたま地方法務局秩父支局

## 交通アクセス
- 秩父鉄道秩父駅下車、徒歩10分。
- 西武鉄道西武秩父駅下車、徒歩20分。
- 西武観光バス小鹿野線で市立病院下車。